# گرگی

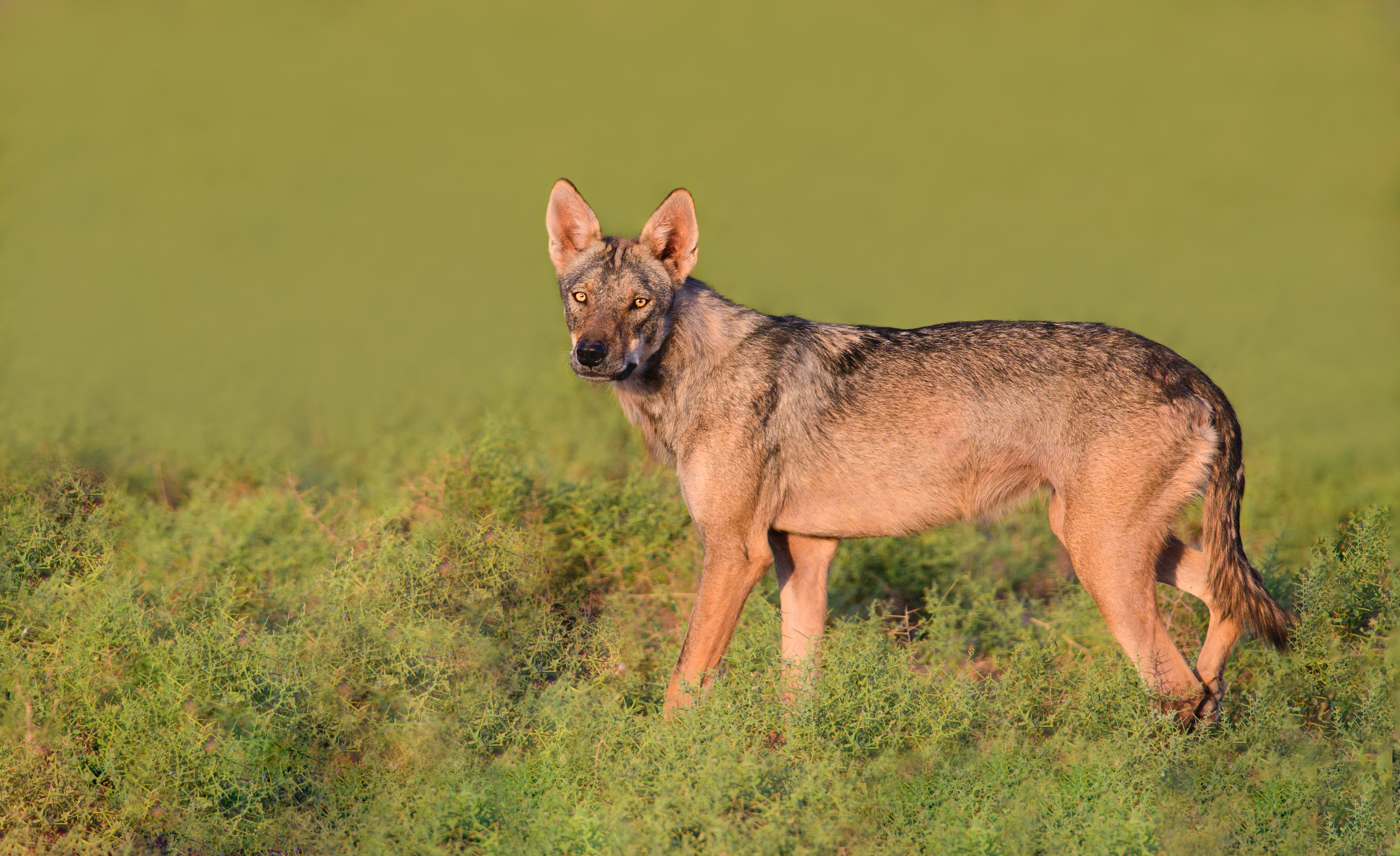
گرگاس در پناهگاه حیات وحش شیراحمد

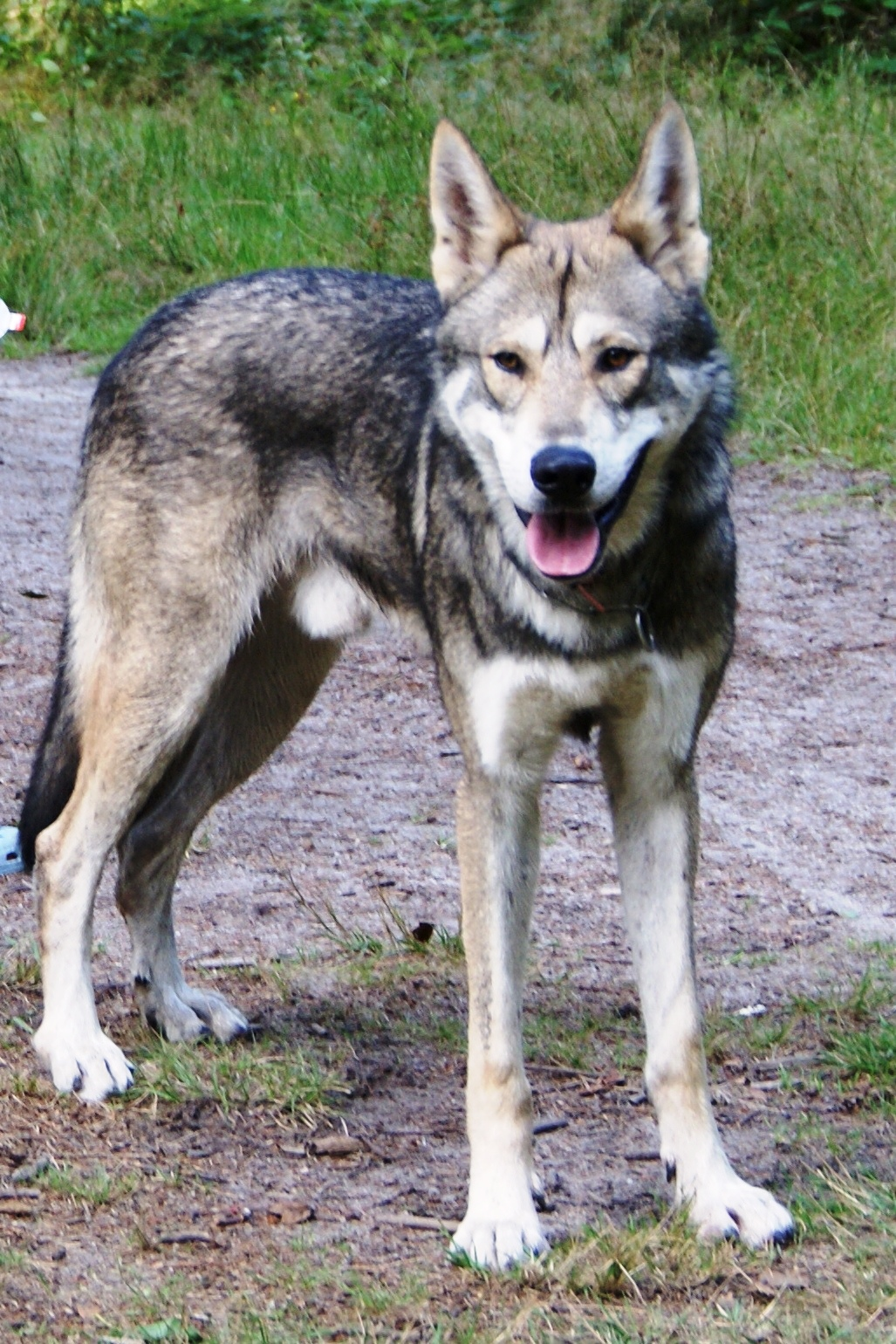
یک سارلوس نر، قدیمی‌ترین نژاد گرگی

گرگاس یا سگ گرگی یا سَگُرگ، حیوان دورگه‌ای ست که از جفت‌گیری سگ و گرگ پدید می‌آید. از آن‌جا که سگ اهلی (Canis lupus familiaris) زیرگونه‌ای از گرگ خاکستری (Canis lupus) به‌شمار می‌رود پس می‌توان گرگی را نژادی از سگ نیز به‌شمار آورد. با توجه به اینکه نسل تمامی سگ‌ها به زیرگونه‌هایی از گرگ می‌رسد، گرگی، سگی است که خون گرگ را از ۵ جد نزدیک خود به ارث برده باشد. نام‌های فارسی دیگر این جانور «گرگ سگ» و سَگگُرگ است.
بیشترین جمعیت گرگی‌ها در ایالات متحده آمریکا زندگی می‌کنند. شمار گرگی‌ها در این کشور در سال ۱۹۹۸ حدود ۳۰۰ هزار برآورد شده که برخی منابع آن را تا ۵۰۰ هزار بالا می‌برند. برای تولید گرگی معمولاً گرگ خاکستری را با سگی از نژادهای گرگ‌مانند (مثل ژرمن شپرد یا سیبرین هاسکی یا مالاموت آلاسکایی) جفت می‌کنند.
از آن‌جا که ساختار ژنی گرگی ترکیبی از آنِ سگ و آنِ گرگ است، ویژگی‌های جسمی و رفتاری‌اش ممکن است به هر یک از آن‌ها شبیه شود و چندان قابل پیش‌بینی نیست.

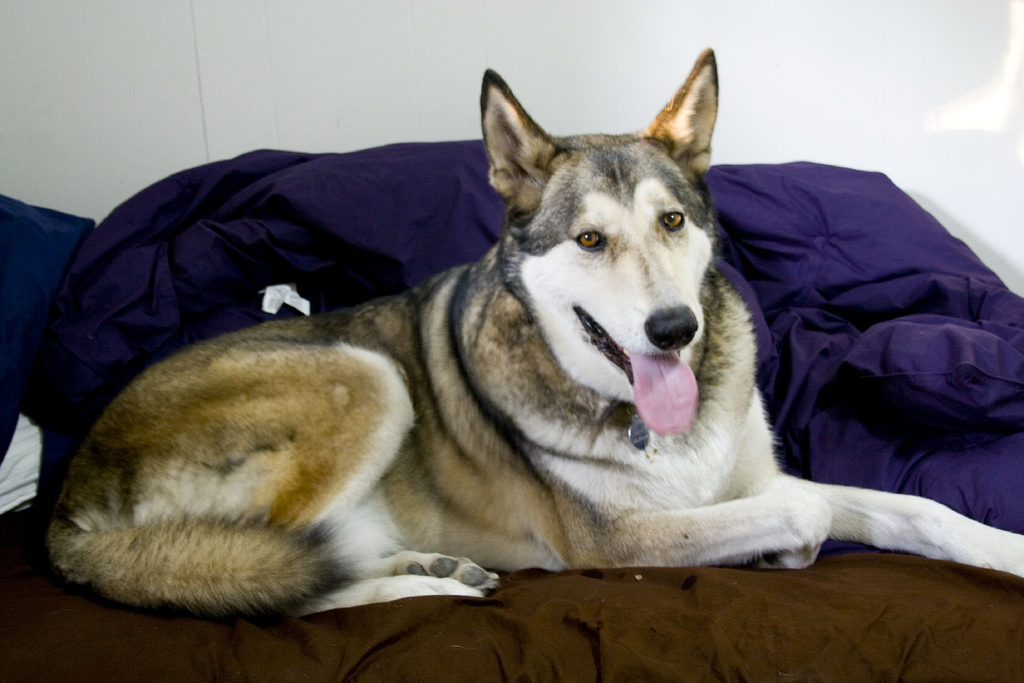
یک گرگی با خون سگی از نژاد مالاموت آلاسکایی

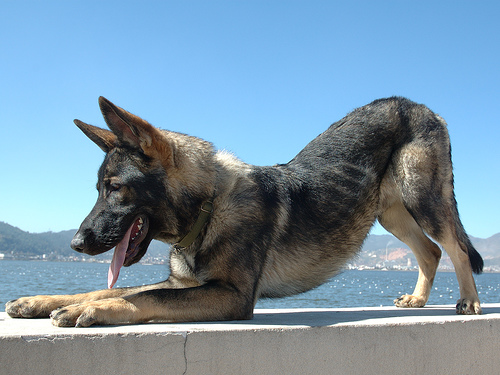
کونمینگ نوعی گرگی چینی است که برخلاف گرگی‌های دیگر برای نگهبانی هم مناسب است.

## در حیات وحش
دورگه شدن گرگ و سگ به‌طور طبیعی و در حیات وحش نیز دیده می‌شود. این وضعیت بیشتر در نواحی نزدیک به سکونت‌گاه‌های انسانی اتفاق می‌افتد که تراکم جمعیتی گرگ‌ها کم و آنِ سگ‌ها زیاد است. البته مواردی نیز از حضور گرگی‌ها در مناطقی با تراکم جمعیتی مناسب گرگ در شوروی سابق مشاهده شده است. بسیاری از موارد حملات گرگ‌های بزرگ به انسان‌ها که رفتار تهاجمی غیرمتعارفی نسبت به انسان‌ها داشته‌اند ممکن است مربوط به گرگی‌ها باشد و در اینصورت خطرناک هستند. در اروپا تداخل ژنتیکی سگ‌ها و گرگ‌ها یکی از عوامل تهدید بقای گله‌های کوچک گرگ در این قاره است که در خطر شدید انقراض قرار دارند.